# Tim Bendzko

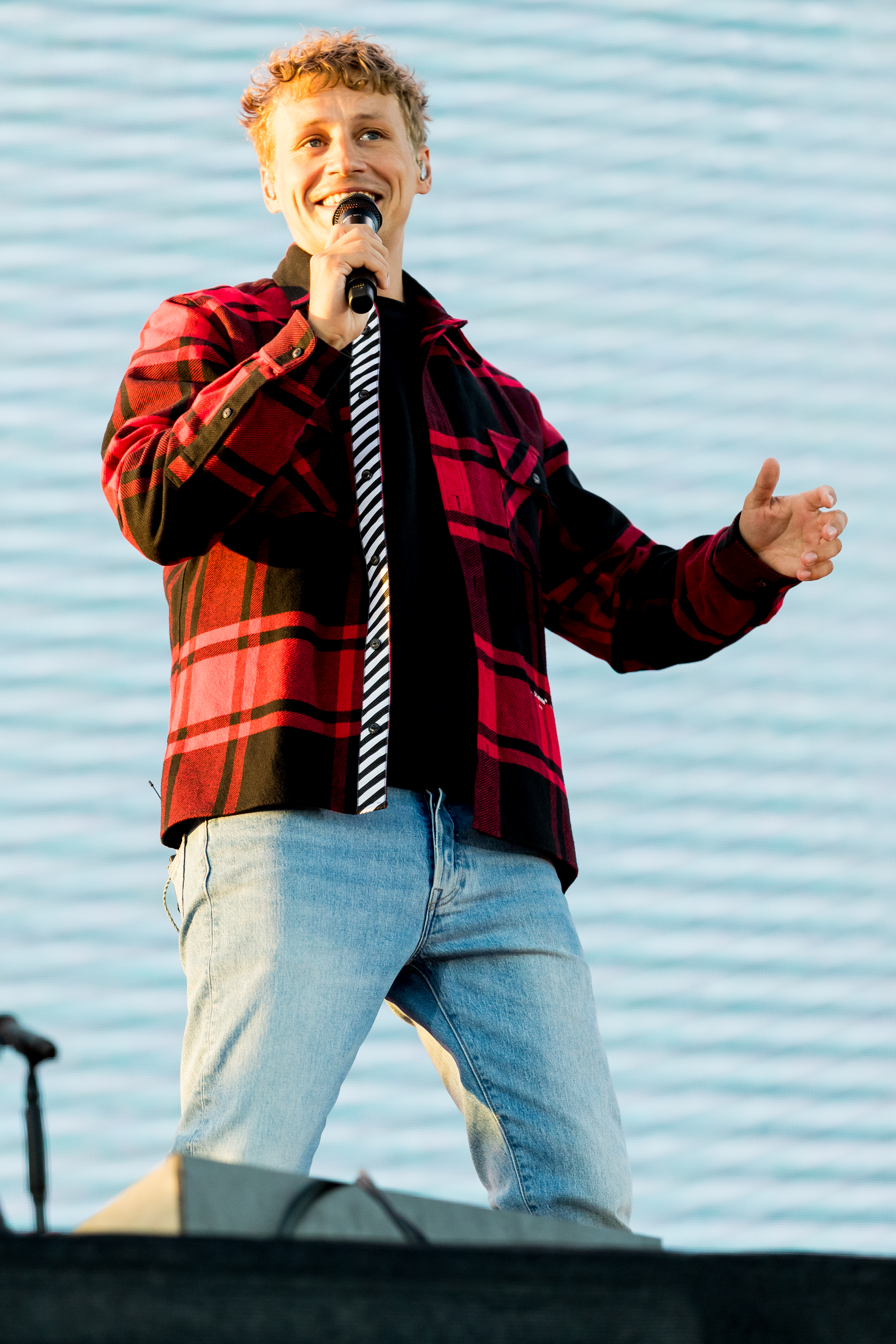
Tim Bendzko (2020)

Tim Bendzko (* 9. April 1985 in Ost-Berlin) ist ein deutscher Singer-Songwriter. Er wurde 2011 mit dem Song Nur noch kurz die Welt retten bekannt.

## Leben und Werk
Tim Bendzko wurde 1985 in Berlin geboren und wuchs im Bezirk Köpenick mit seinem zweieinhalb Jahre älteren Bruder bei seiner Mutter und seinem Stiefvater auf. Er besuchte ein Sportgymnasium und spielte Fußball im 1. FC Union Berlin und rückte dort bis in die B-Jugend auf. Nach eigener Aussage beendete er seine Sportkarriere, da primär die Leistung und nicht der Spaß am Fußball im Vordergrund gestanden habe. Er nahm als Jugendlicher Gitarrenunterricht, und mit 16 Jahren schrieb er eigene Stücke. Nach dem Abitur begann er ein Studium der evangelischen Theologie und nichtchristlicher Religionen an der Freien Universität Berlin, das er nach fünf Semestern ohne Abschluss beendete. Danach war er zeitweise als Auktionator im Autohandel tätig.
2009 bewarb er sich beim Talentwettbewerb Söhne gesucht der Söhne Mannheims und erhielt den Platz als Pendant von Xavier Naidoo. Gemeinsam mit der Band spielte er 2009 in der Berliner Waldbühne vor 20.000 Zuschauern; wenig später erhielt er einen Plattenvertrag bei Sony Music Entertainment. Seinen musikalischen Durchbruch hatte er im Juni 2011 mit seinem Debütalbum Wenn Worte meine Sprache wären, das auf Platz vier der deutschen Charts einstieg. Die Single Nur noch kurz die Welt retten hielt sich 47 Wochen in den Charts und wurde später mit Platin-Status ausgezeichnet, ebenso wie das Album.
Ein Kritiker sagte über ihn, er treffe mit seinen Soul-Balladen überraschend einen Nerv unserer Zeit. Er habe eine weiche, markante Stimme. Für seine musikalischen Leistungen wurde Bendzko mit zahlreichen Preisen ausgezeichnet; unter anderem erhielt er 2011 den Bambi in der Kategorie Newcomer sowie die 1 Live Krone für die Beste Single. Mit dem Lied Wenn Worte meine Sprache wären vertrat er das Land Berlin beim Bundesvision Song Contest. Er siegte in diesem Wettbewerb vor Konkurrenten wie beispielsweise Bosse feat. Anna Loos. Im Januar 2012 begann seine erste größere Tournee in Offenbach am Main. Zuvor war er im Vorprogramm von Elton John zu sehen und begleitete Joe Cocker auf dessen Tournee Hard Knocks.
Bendzko erhielt den Deutschen Musikpreis ECHO in der Kategorie Newcomer National, außerdem vertrat er Deutschland bei den MTV Europe Music Awards 2012 als Bester deutscher Act. Im Mai 2013 veröffentlichte er sein zweites Album Am seidenen Faden, laut Augsburger Allgemeine mit „gefühligem, selbstgedichtetem deutschen Pop“. Das Album erreichte den ersten Platz und die gleichnamige Single den elften Platz in den deutschen Charts und wurde mittlerweile mit dreifach Gold ausgezeichnet. Die Bewertungen des Werks fielen kritisch bis negativ aus. 2013 folgten diverse weitere Konzerte, unter anderem erneut in der Berliner Waldbühne. Die Veranstaltung war Auftakt seiner zweiten Tournee Ich steh nicht mehr still, die im Frühjahr 2014 durch Deutschland, Österreich, die Schweiz und Luxemburg führte.
Im Dezember 2013 erweiterte er sein zweites Album um zwölf weitere Lieder und veröffentlichte dies als sogenannte Limited Re-Edition. Am seidenen Faden – Unter die Haut wurde nach eigenen Angaben mehrheitlich nicht im Studio, sondern zu Hause produziert. Es enthielt mit Give A Little das erste englischsprachige Stück von Tim Bendzko, außerdem Beiträge anderer Künstler, beispielsweise Xavas. Die erste Single Unter die Haut ist ein Duett mit Cassandra Steen. Vor den Olympischen Winterspielen 2014 in Sotschi schrieb er für Maria Höfl-Riesch den Song Gewinnen, welcher nach den Spielen als Single veröffentlicht werden sollte.
Bendzko war neben Henning Wehland und Lena Juror bei The Voice Kids. 2013 war er Teil der Initiative Liadl fürs Leiberl des FC Bayern München und Adidas, in deren Rahmen eine neue Vereinshymne entworfen wurde. Im Oktober 2016 erschien sein drittes Album Immer noch Mensch. Im Februar 2017 war er zusammen mit Florian Silbereisen und Lena Juror bei Unser Song 2017. Ebenfalls war er Kandidat bei Schlag den Star und trat gegen Stefan Kretzschmar an. Im Dezember 2018 war er neben Bryan Ferry, Milow und den Pointer Sisters Teil der Konzerttour Night of the Proms in Deutschland und Luxemburg.
Im Juli 2019 veröffentlichte er mit Hoch die erste Singleauskopplung aus seinem kommenden vierten Studioalbum Filter. Im September folgte mit Nur wegen dir die zweite Vorabveröffentlichung aus dem Album, das im Oktober erschien. Seit 2019 ist Bendzko Mitglied des Kuratoriums der DFL Stiftung. Im Dezember 2020 ist er Vater eines Sohnes geworden. 2021 war er neben Ina Regen und Fiva Jurymitglied der ORF-Castingshow Starmania 21.
Ende 2023 nahm Bendzko als „Klaus Claus“ an der neunten Staffel der ProSieben-Show The Masked Singer teil. Er schied in Folge 5 aus und belegte Platz 5.
Seit 2021 wohnt er mit seiner Familie in Potsdam. Er hat einen Sohn, wurde von seinem Stiefvater adoptiert und hat bei der Heirat den Namen seiner Frau angenommen. Seinen Geburtsnamen behielt er als Künstlernamen.

## Diskografie
Studioalben

| Jahr | Titel Musiklabel                                       | Höchstplatzierung, Gesamtwochen, AuszeichnungChartplatzierungen (Jahr, Titel, Musiklabel, Platzierungen, Wochen, Auszeichnungen, Anmerkungen) | Höchstplatzierung, Gesamtwochen, AuszeichnungChartplatzierungen (Jahr, Titel, Musiklabel, Platzierungen, Wochen, Auszeichnungen, Anmerkungen) | Höchstplatzierung, Gesamtwochen, AuszeichnungChartplatzierungen (Jahr, Titel, Musiklabel, Platzierungen, Wochen, Auszeichnungen, Anmerkungen) | Anmerkungen                                                |
| Jahr | Titel Musiklabel                                       | DE | AT | CH | Anmerkungen                                                |
| ---- | ------------------------------------------------------ | --- | --- | --- | ---------------------------------------------------------- |
| 2011 | Wenn Worte meine Sprache wären Columbia Records (Sony) | DE4 ×5Fünffachgold · (82 Wo.)DE | AT11 Gold · (32 Wo.)AT | CH13 Gold · (43 Wo.)CH | Erstveröffentlichung: 17. Juni 2011 Verkäufe: + 525.000    |
| 2013 | Am seidenen Faden Columbia Records (Sony)              | DE1 ×2Doppelplatin · (50 Wo.)DE | AT4 (13 Wo.)AT | CH7 (17 Wo.)CH | Erstveröffentlichung: 24. Mai 2013 Verkäufe: + 400.000     |
| 2016 | Immer noch Mensch Columbia Records (Sony)              | DE1 Gold · (33 Wo.)DE | AT13 (8 Wo.)AT | CH10 (14 Wo.)CH | Erstveröffentlichung: 21. Oktober 2016 Verkäufe: + 100.000 |
| 2019 | Filter Jive Records (Sony)                             | DE3 (11 Wo.)DE | AT18 (1 Wo.)AT | CH26 (1 Wo.)CH | Erstveröffentlichung: 18. Oktober 2019                     |
| 2023 | April Jive Records (Sony)                              | DE13 (2 Wo.)DE | — | — | Erstveröffentlichung: 31. März 2023                        |

## Auszeichnungen

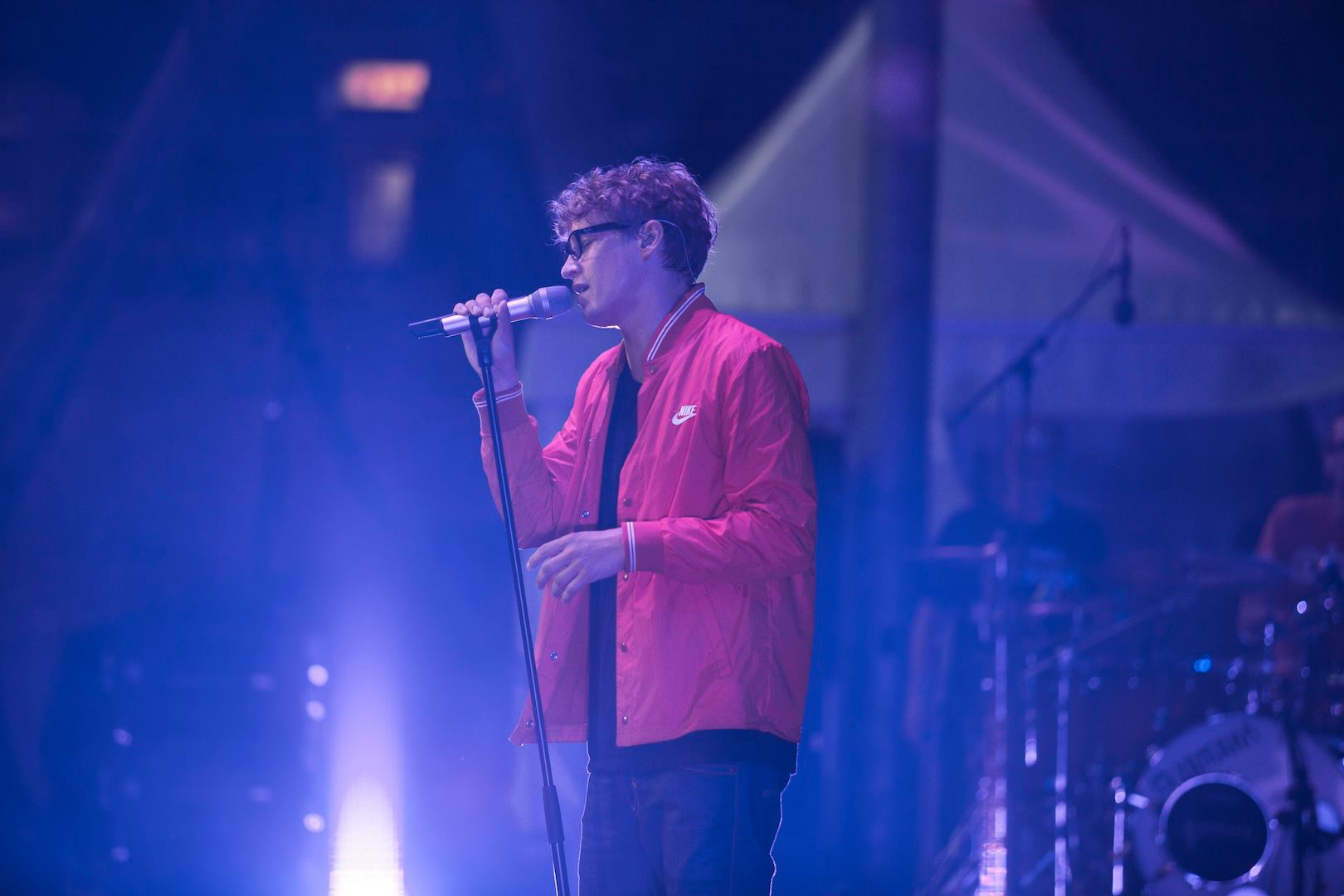
Tim Bendzko in der Berliner Waldbühne (August 2013)

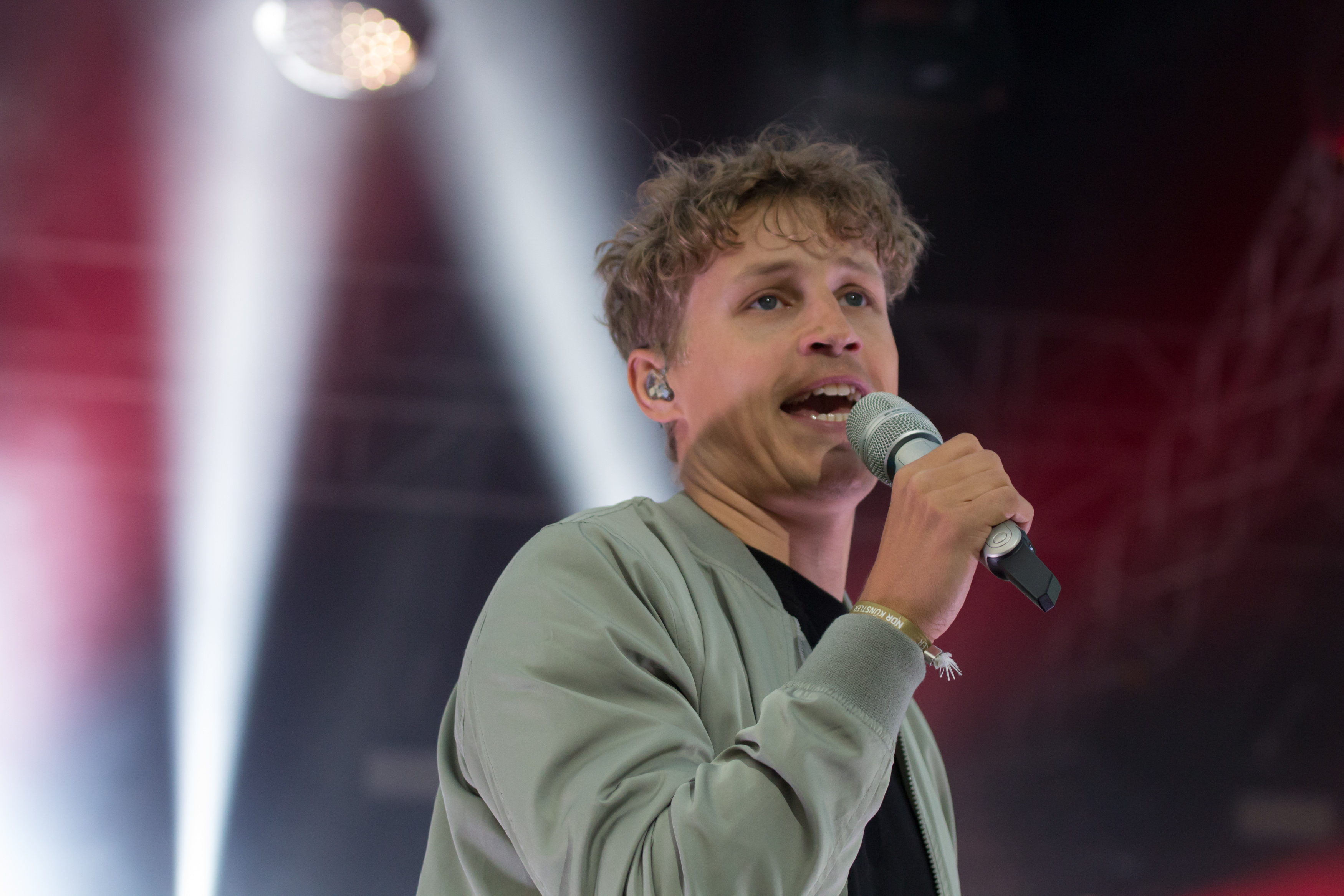
Tim Bendzko auf der Kieler Woche 2018

- 2011: Gewinner des Bundesvision Song Contest 2011[38]
- 2011: Audi Generation Award 2011 in der Kategorie Musik[39]
- 2011: Bambi 2011 in der Kategorie Newcomer[40]
- 2011: 1 Live Krone in der Kategorie Beste Single[41]
- 2012: ECHO in der Kategorie Newcomer National[42]
- 2012: Steiger Award in der Kategorie Nachwuchs[43]
- 2012: MTV Europe Music Awards 2012 in der Kategorie Bester deutscher Act[44]
- 2012: 1 Live Krone in der Kategorie Bester Künstler[45]
- 2014: Goldene Kamera in der Kategorie Beste Musik National[46]
- 2014: ECHO in der Kategorie Rock/Pop national
- 2014: World Music Award in der Kategorie bester German Act
- 2017: Radio Regenbogen Award in der Kategorie Album des Jahres 2016